# Cecilio de Álzaga
Cecilio de Álzaga (Buenos Aires, 21 de noviembre de 1785 - Cádiz, 1845) fue un comerciante y político porteño, tenaz enemigo de la emancipación argentina.

## Biografía
Nació en la ciudad de Buenos Aires y fue bautizado el 21 de noviembre de 1785, hijo de Martín de Álzaga, héroe de la defensa durante las Invasiones Inglesas, y de María Magdalena de la Carrera.
Estudió en el Real Colegio de San Carlos desde 1793 hasta 1803 en compañía de Bernardino Rivadavia y de Julián Álvarez entre otros, y al terminar sus estudios se incorporó a los negocios de su padre, uno de los más acaudalados comerciantes de la ciudad. Mantuvo una posición política coincidente a la de éste, cabeza del partido juntista español y en julio de 1811 disconforme con el rumbo de la revolución pasó a Montevideo.
En esa ciudad se incorporó a las milicias efectuando tareas de patrullaje hasta el 2 de noviembre. Tras el armisticio celebrado entre Francisco Javier de Elío y el gobierno revolucionario regresó a Buenos Aires.
Sindicado como partícipe de la conspiración de Martín de Álzaga, consiguió huir nuevamente a Montevideo el 20 de septiembre de 1812 mientras que su padre, entre otros supuestos partícipes, era ejecutado.

### Montevideo (1812-1814)
En la plaza realista puso su fortuna al servicio de esa causa y se alistó en la milicia de artillería. 
Salió repetidas veces con las guerrillas de extramuros, participó como aventurero en la acción del 31 de diciembre de 1812 y suplió sin interés varias sumas de dinero entre ellas 1200 pesos fuertes destinados a los comisionados que envió el gobernador Gaspar de Vigodet al Consejo de Regencia en demanda de auxilio.

### Exilio en Río (1814-1818)
Al caer Montevideo el 23 de junio de 1814, Cecilio de Álzaga emigró a Río de Janeiro, sede de la embajada española, donde arribó en septiembre de ese año. Permaneció allí auxiliando a la legación española sin retribución alguna pese a lo escaso de sus recursos, ya que vivía entonces del comercio en pequeña escala.[cita requerida]
Fomentó allí los planes para reconquistar el Río de la Plata y presentó en ese sentido un proyecto propio para facilitar la fuga de los prisioneros realistas en el campo de Las Bruscas y aprovechar esa fuerza para la reconquista. 
Presentó numerosos informes sobre el movimiento en la bahía de Río de buques, personas y cargas que se dirigían o provenían de las provincias rebeldes. También obtuvo y puso a disposición de su gobierno un informe del estado de la marina portuguesa. Confiando en el éxito efectuó varias presentaciones ante la Corte para que en reconocimiento de sus servicios se lo designara como Administrador de la Aduana de Buenos Aires.

### Cádiz
En septiembre de 1818 volvió a España y en junio de 1819 se encontraba instalado en Cádiz, habiendo en gran medida reconstruido su fortuna. No obstante no cejó en sus intentos de que se pusiera fin a la independencia americana y elaboró unos "Apuntes sobre la Revolución de Buenos Aires y medios de sofocarla por sus mismos secuaces" que el 21 de enero de 1825 hizo llegar al marqués de Valleumbroso y por su medio a la corte. 
Sobre su semblante, una nota anónima puesta en el extracto de uno de los escritos de Álzaga en la que se expresa que es "sujeto de consideración por su caudal e influjo entre los emigrados leales", tras despertar cierto interés inicial su proyecto fue archivado sin más. El plan partía de una explicación simplista, con numerosos errores históricos y en exceso esquemática del complejo y cambiante proceso revolucionario: los "desórdenes de Buenos Aires" tenían, según Álzaga por exclusivo origen el contrabando hecho por los extranjeros y la criminal hospitalidad concedida a estos por algunos virreyes contra lo previsto en las leyes de Indias, lo que había ocasionado en los criollos la pérdida de los sentimientos de lealtad al rey. 
A su explicación de los orígenes de la revolución agregaba un programa de acción de difícil o imposible realización, en especial por basarse en experiencias de más de diez años atrás, por la situación militar y política real de América y las verdaderas posibilidades de España. Básicamente proponía:
1. Que se remita por la vía de Montevideo un comisionado de conocida fidelidad y competentemente autorizado para que a nombre de Su Majestad prometa a los habitantes de la ciudad de Santa Fe de Corrientes, por medio de su actual gobernador López que gozarán otra vez del puerto preciso con tal que hagan la guerra a Buenos Aires de un modo decidido y que en su auxilio tendrán una expedición de tropas capaz de sostenerlos llegado el caso"
2. Que unos meses después se envíe una expedición de cuando menos 8000 hombres
3. Que para sufragar sus gastos se imponga un 40% de derechos a los productos extranjeros que se admitan en el Virreinato del Perú.
4. Que se dé pleno vigor a lo establecido por las leyes de Indias "que prohíben la estabilidad de los extranjeros en nuestras colonias"
5. Que de igual manera se prohíba todo comercio directo entre el extranjero y las colonias
6. Que si por razones políticas el rey autoriza a algunos extranjeros a permanecer en América, que se les impida sin excepción alguna salir de los puertos
7. Que si esos extranjeros permanecen en Buenos Aires o Montevideo, se impida aún el tránsito de extranjeros por Santa Fe y solo con pasaporte del gobernador de esa provincia se permita a los españoles o americanos internarse en el Perú.

En diciembre de 1826, aunque había ya pasado casi un año de la capitulación del coronel realista Quintanilla en Tantauco, alegando representar a los habitantes de Chiloé, pidió a Fernando VII de España el envío urgente de una expedición de auxilio a las fuerzas que supuestamente allí resistían, pedido que reiteró también sin éxito el 10 de julio y el 7 de diciembre de 1827, pidiendo en esta ocasión que se lo autorizara "en lo político y militar" para dirigir a las milicias de Chiloé. 
A fines de 1828 promovía sin suceso la formación de una compañía mercantil llamada de Chiloé para tratar de recuperar "algunas provincias de la América meridional".
El 8 de marzo de 1836 remitió a la República Oriental del Uruguay un voluminoso proyecto de Código de Comercio, que el gobierno uruguayo pasó a estudio del Superior Tribunal de Justicia y que hoy se conserva en el Museo Histórico de Luján.[cita requerida]
Murió en Cádiz, aún joven. Se había casado con Francisca Antonia Martínez, nativa de Santa Fe.